# 北淡垂水中継局
座標: 北緯34度35分34秒 東経134度59分19.1秒 / 北緯34.59278度 東経134.988639度
北淡垂水中継局（ほくだんたるみちゅうけいきょく）は、兵庫県淡路市に置かれているデジタルテレビの中継局である。なお、本項では、2016年6月閉局されたジャパン・モバイルキャスティング中継局についても併せて記述する。

## 概要
- 当中継局は、淡路市の汐鳴山に置かれ、明石市・神戸市垂水区、西区の各一部をカバー[2]している。
- 中継局自体は淡路島に存在するが、対岸の明石市・神戸市西部向けの中継局である。
- 垂水区の一部世帯では明石海峡大橋の影響で電波障害が生じているため、垂水区内に設置されたSHF波のテレビ中継局が設置されていた。
- 1980年7月27日、本中継所の送電線に大きなヘビが絡みついてショートし、NHKを除く全チャンネルが突然映らなくなる騒動が起きた。その後、約2時間後に復旧した[3]。

## 中継局概要

### デジタルテレビ放送
| リモコン キーID | 放送局名             | 物理 チャンネル | 空中線電力 | ERP  | 放送対象地域 | 放送区域内世帯数 | 偏波面   | 開局日       |
| --------------- | -------------------- | --------------- | ---------- | ---- | ------------ | ---------------- | -------- | ------------ |
| 1               | NHK 神戸総合         | 22ch            | 10W        | 165W | 兵庫県       | 約400,000世帯    | 垂直偏波 | 2006年3月1日 |
| 2               | NHK 大阪教育         | 13ch            | 10W        | 165W | 全国         | 約400,000世帯    | 垂直偏波 | 2006年3月1日 |
| 3               | SUN サンテレビジョン | 26ch            | 10W        | 200W | 兵庫県       | 約400,000世帯    | 垂直偏波 | 2006年3月1日 |
| 4               | MBS 毎日放送         | 16ch            | 10W        | 200W | 近畿広域圏   | 約400,000世帯    | 垂直偏波 | 2006年3月1日 |
| 6               | ABC 朝日放送テレビ   | 15ch            | 10W        | 200W | 近畿広域圏   | 約400,000世帯    | 垂直偏波 | 2006年3月1日 |
| 8               | KTV 関西テレビ放送   | 17ch            | 10W        | 200W | 近畿広域圏   | 約400,000世帯    | 垂直偏波 | 2006年3月1日 |
| 10              | ytv 讀賣テレビ放送   | 14ch            | 10W        | 200W | 近畿広域圏   | 約400,000世帯    | 垂直偏波 | 2006年3月1日 |

- 兵庫県南部地区の地上デジタル放送の中継局に免許 総務省近畿総合通信局、2006年2月16日

### アナログテレビ放送
| チャンネル | 放送局名             | 空中線電力        | ERP                  | 放送対象 地域 | 放送区域 内世帯数 | 偏波面   | 運用停止日     |
| ---------- | -------------------- | ----------------- | -------------------- | ------------- | ----------------- | -------- | -------------- |
| 49ch       | NHK 大阪教育         | 映像100W/ 音声25W | 映像1.55kW/ 音声390W | 全国          | 不明              | 垂直偏波 | 2011年 7月24日 |
| 51ch       | NHK 神戸総合         | 映像100W/ 音声25W | 映像1.55kW/ 音声390W | 兵庫県        | 不明              | 垂直偏波 | 2011年 7月24日 |
| 53ch       | MBS 毎日放送         | 映像100W/ 音声25W | 映像1.55kW/ 音声390W | 近畿広域圏    | 不明              | 垂直偏波 | 2011年 7月24日 |
| 55ch       | SUN サンテレビジョン | 映像100W/ 音声25W | 映像1.55kW/ 音声390W | 兵庫県        | 不明              | 垂直偏波 | 2011年 7月24日 |
| 57ch       | ABC 朝日放送テレビ   | 映像100W/ 音声25W | 映像1.55kW/ 音声390W | 近畿広域圏    | 不明              | 垂直偏波 | 2011年 7月24日 |
| 59ch       | KTV 関西テレビ放送   | 映像100W/ 音声25W | 映像1.55kW/ 音声390W | 近畿広域圏    | 不明              | 垂直偏波 | 2011年 7月24日 |
| 61ch       | ytv 讀賣テレビ放送   | 映像100W/ 音声25W | 映像1.55kW/ 音声390W | 近畿広域圏    | 不明              | 垂直偏波 | 2011年 7月24日 |

- 1968年6月1日（サンテレビジョンは1969年5月1日）開局。NHK総合は1971年5月24日に大阪局から神戸局へ移管。
- NHK神戸局は2ch、SUNは3ch、MBSは4ch、ABCテレビは6ch、KTVは8ch、ytvは10ch、NHK教育は12chに設定されていた。

### マルチメディア放送
| 周波数        | 放送局名                           | 空中線電力 | ERP   | 放送区域     | 放送区域 内世帯数 | 開局日         | サービス終了日 |
| ------------- | ---------------------------------- | ---------- | ----- | ------------ | ----------------- | -------------- | -------------- |
| 214.714286MHz | ジャパン・ モバイル キャスティング | 1.25kW     | 8.6kW | 兵庫県の一部 | -                 | 2013年 6月18日 | 2016年 6月30日 |

- 2013年3月28日に予備免許交付、4月18日から試験放送開始、6月14日に本免許交付、6月18日から本放送開始[7][8][9]、2016年6月30日をもって廃局[1]。